# Frontul Feminin
Frontul feminin a fost o organizație feminină apolitică apărută în 1936, unind grupurile feministe deja existente, al cărui scop era să creeze un front anti-fascist. Acesta a luat ființă, în luna februarie, la inițiativa unui grup de feministe din București, printre care se numără și Ella Negruzzi, Calypso Botez, Maria Baiulescu, Elena C. Meissner, Sofia Nădejde, Zoe Frunză, etc. 

## Context Social
În contextul celui de-al doilea deceniu al secolului al XX-lea, în Ungaria, Miklós Horthy instaurase o dictatură care aducea mai aproape de România tendințele de revizuire a granițelor stabilite prin Tratatul de la Versailles. Toate aceste fiind dublate și de regimurile dictatoriale din Italia, Portugalia, Grecia, dar în special din Germania care reprezentau o puternică amenințare pentru democrația europeană. 
După proclamarea ca rege a lui Carol al II-lea, în 1930, confuzia socială provenită din acțiunile Regelui pentru consolidarea poziției monarhiei se accentuează, conducând astfel la eroziunea forțelor democratice din România. Congresul al VII-lea al Internaționalei Comuniste, din vara 1935, a cerut partidelor comuniste crearea unui front popular menit să împiedice propagarea fascismului. 
Experiența din anii precedenții, viziunile progresiste și dorința de a apăra democrația și pacea au condus organizațiile feministe spre o poziție fermă antifascistă. În anii 1933-1934, Comitetul Național Antifascist (creat la inițiativa Partidului Comunist Român) a reușit să atragă intelectuali, avocați, medici, etc., printre care și femei care erau organizate în Secția Feminină a Comitetului (președintă Zoe Frunză). Astfel au început să apară primele puternice opoziții fața de curentul fascist prezent în Europa. Implicația femeilor în lupta contra fascismului fiind una majoră, prin reprezentate de seamă din scena politica, Alexandrina Cantacuzino, Calypso Botez, etc. dar și de pe scena culturală Sofia Nădejde, Lucia Sturdza Bulandra, Claudia Millian, Sarina Casvan, Milița Pătrașcu ș.a.m.d 
Viziunile comuniste din acea perioadă au dus și la scindarea comunității feministe, desfășurându-se discuții contradictorii cu privire la strategia de urmat în ceea ce privește noile partide și formațiuni politice. Pe de-o parte este Calypso Botez, care propune ca femeile să intre în partidele politice deja existente și să militeze pentru drepturi egale. Iar la polul opus se găsește Alexandrina Cantacuzino, care propune formarea unui partid feminin și a altor organisme la nivel național și internațional, virând spre un naționalism autoritar. 

## Apariția frontului
Ocuparea zonei Renaniei de către forțele germane naziste, eșuarea sancțiunilor impuse Italiei, colaborarea Berlin-Roma au încurajat formațiunile fasciste de extremă dreapta din România. S-a încercat unificarea acestor grupuri pentru formarea unui front popular, susținut financiar și economic de Germania Nazistă. După manifestările agresive ale legionarilor din 3-5 aprilie 1935 de la Târgu Mureș au început să apară progrese în direcția formării unui front popular antifascist. 
În februarie 1936 la București, un grup de femei format din personalități din lumea artei și a culturii (Sofia Nădejde, Lucia Sturdza Bulandra, Claudia Millian, etc.) au lansat un apel „către toate organizațiunile feminine – politice, profesionale, culturale, etc., având ca țintă apărarea intereselor femeii și ridicarea ei politică, civilă, economică și culturală!”
Astfel, femeile au fost îndemnate să constituie Frontul Feminin, apolitic, care să apere instituțiile regimului democratic în fața amenințării fasciste. Structura organizațională a Frontului era alcătuită dintr-un Comitet de conducere, prezidat de Sofia Nădejde și filiale în mai multe orașe din țară (Turnu-Severin, Cluj, Iași, Chișinău, etc.).
„Putem noi, femeile în general să încredințăm soarta noastră acelor organizații politice care resping sau înjumătățesc ideea emancipării definitive a femeii, se relevă în apel. […] Putem noi să-i urmăm pe aceia care vor să ne trimeată la bucătărie, închizându-ne căile spre care ne aruncă nevoile existenței sau vocația noastră? Putem noi să-i urmăm pe aceia care proclamă că forța primează dreptul și care pregătesc un nou măcel mondial și noi morminte copiilor noștri?  Putem noi să ne alăturăm crezurilor acelora, care în locul iubirii aproapelui, propovăduiesc ura între cetățenii utili ai aceleiași națiuni? ”
La rândul său, Frontul Feminin a lansat un „Apel pentru pace", îndemnând femeile să protesteze alături de celelalte forțe democratice împotriva pregătirii unui nou război mondial: 
„Noi, femeile, creatoarele vieții, ne vom face oare complice, prin nepăsarea noastră la această încercare de ucidere a copiilor noștri crescuți cu atâta trudă, a soților și fraților noștri? [...] Femei de pe tot întinsul țării noastre, în fața primejdiei care amenință viața și civilizația, veniți alături de noi, pentru a impune cu forțe unite voința noastră și voința noastră este Pacea.”
Scopul principal al Frontului Feminin era să unifice toate organizațiile feministe din acea perioadă în spatele unui program format din 16 puncte, revendicările politice și economice regăsindu-se printre primele – „eligibilitatea fără restricții a femeilor în consiliile comunale și județene”, „eligibilitatea femeii în Cameră și Senat” precum și alte obiective de pe lista de priorități a organizaților (liberul acces al femeii la profesii, salarizare egală, combaterea analfabetismului, măsuri de protecție pentru mame și copii, etc.)

## Activități
În lupta sa contra fascismului Frontul Feminin s-a aliat cu Asociația pentru Emanciparea Civilă și Politică a Femeii Române (A.E.C.P.F.R), Uniunea Femeilor din România (U.F.R), Consiliul Național al Femeilor Române, Institutul Cultural Feminin, Uniunea Femeilor Muncitoare din România, secțiile feminine ale partidelor politice și Comitele Cetățenești. 
În iunie 1936, la conferința Partidul Național-Țărănesc s-a ridicat problema drepturilor femeii, unde o delegație a Frontului Feminin, împreună cu secția feminină a PNȚ au propus o serie de obiective. Mai mulți oameni politici (Ion Mihalache, N. Lupu) au susținut programul propus de feministe, solicitând și ajutorul lor în lupta contra fascismului. Calypso Botez, Margareta P. Ghelmegenanu și Ella Negruzzi, reprezentate ale secției feminine PNȚ, au consolidat ideea că femeile, indiferent de categoria socială, trebuie să lupte pentru siguranța status quo ului, acesta fiind sigurul care le promite emanciparea. Într-un discursul din septembrie 1936 Calypso Botez îndeamnă „femeile să respingă << linia politică a extremismului, fie el de dreapta, fie el de stânga>> și să urmeze <<numai linia medie a democrației, aceasta fiind curentul sănătos și trainic>>”.
Frontul avea la bază credința că numai un regim realmente democratic poate oferi șansa femeilor de a lua parte în procesul legislativ care ar avea ca finalitate pulverizarea distanței dintre poziția socială a bărbatului și cea a femeii. Lupta Frontului contra extremei de dreapta păstra coordonata obținerii votului. 
Ca urmare a discursului lui Mussolini din 1 noiembrie 1936 la Milano, femeile din România au lansat un Manifest prin care îndemnau cetățenii să  protesteze împotriva celor care își propuneau dezintegrarea statului român. De asemenea, femeile române din Transilvania, în spiritul același mesaj, și-au exprimat recunoștința față de ducesa Atholl, personalitate remarcabilă a feminismului englez, care a cerut, în Camera Comunelor, guvernului englez să susțină cauza românilor, condamnând pretențiile revizioniste.
Pe tot parcursul desfășurării celui de-Al Doilea Război Mondial asociațiile de femei au venit în sprijinul celor mai vulnerabile grupuri: refugiații, văduvele, soldații răniți, etc. În România guvernul antonescian a început să își piardă din admiratori odată cu pierderile masive din rândul armatei, astfel la 9 mai 1944 a avut loc Chemarea către femei - un apel la adresa tuturor femeilor pentru a forma grupuri de rezistență pe străzi, întreprinderi, cartiere pentru a continua lupta anti-fascistă și de a contribui la refacerea țării.